# Monomma bakeri
Monomma bakeri là một loài bọ cánh cứng trong họ Zopheridae. Loài này được Pic mô tả khoa học năm 1924.